# La Révélation d'Ela
Pour plus de détails, voir Fiche technique et Distribution.
La Révélation d'Ela (Hayatboyu) est un film turc réalisé par Aslı Özge, sorti en 2013.

## Synopsis
Ela, une artiste, surprend une conversation téléphonique de son mari Can, architecte.

## Fiche technique
- Titre : La Révélation d'Ela
- Titre original : Hayatboyu
- Réalisation : Aslı Özge
- Scénario : Aslı Özge
- Photographie : Emre Erkmen
- Montage : Natali Barrey et Aslı Özge
- Production : Nadir Operli
- Société de production : Augustus Film, Bulut Film, Kaliber Film, Razor Film Produktion, Sodamedya Interactive, The Post Republic, ZDF et Arte
- Société de distribution : Zootrope Films (France)
- Pays :  Turquie,  Allemagne et  Pays-Bas
- Genre : Drame
- Durée : 102 minutes
- Dates de sortie : 
  -  Turquie : 15 mars 2013
  -  France : 3 juin 2015

## Distribution
- Defne Halman : Ela
- Hakan Çimenser : Can
- Gizem Akman : Nil
- Onur Dikmen : Tan
- Süreyya Güzel : Ahu
- Orhan Bozkaya : Emlakci
- Cuneyt Cebenoyan : Ali
- Zeynep Dinsel : Deniz
- Ahmet Gündogdu : Eczaci
- Ali Ertan Güney : le père
- Sibel Günsür : la grand-mère
- Gulin Iyigun : Zeynep
- Ayse Köroglu : Nez
- Leyla Okan : la tante
- Haktan Pak : Efe
- Volkan Sahin : le téléphoniste
- Ayse Selen : le voisin
- Teoman Yanmaz : le docteur
- Canan Öztürk : Gül

## Distinctions
Au festival international du film d'Istanbul, le film a reçu la Tulipe d'or du meilleur réalisateur et de la meilleure photographie.